# Рубчак Іван Дем'янович
Іва́н Дем'я́нович Рубча́к (7 березня 1874, Калуш, Калуський повіт, Станіславівський округ, Королівство Галіції та Лодомерії, Австро-Угорщина — 11 травня 1952, Львів, УРСР, СРСР) — український співак-бас і актор галицьких театрів. Заслужений артист УРСР (1945), лауреат Сталінської премії (1950). Депутат Народних Зборів Західної України (1939). Похований на Личаківському цвинтарі у Львові поряд з Соломією Крушельницькою

## Біографія
Народився 7 березня 1874 року в Калуші на Прикарпатті   в багатодітній родині кравця Дем'яна і Єфросинії. Після закінчення школи в Калуші вступив у станіславську гімназію. Після закінчення гімназії 1893 року відкрилася нагода вступу до духовної семінарії. У дитинстві вирізнявся сильним голосом і добрим слухом. Під час навчання у школі з 12 років співав у шкільному хорі. Під впливом аматорських вистав у Народному домі в молодого Рубчака з'явилося палке захоплення сценою. У 1894р. до Станіслава приїхав на гастролі український театр. Із декількох десятків претендентів комісія прийняла двох: Йосипа Стадника та Івана Рубчака.
У 1894—1914 виступав  у Львівському українському театрі товариства «Руська бесіда». Співу навчався у М. Косака в музично-драматичній школі при театрі. Спершу доручали епізодичні ролі: селянина у «Рябині» Івана Франка, присяжного в «Утраченому щасті» Дениса Лукіяновича.
У 1896—1897рр. Іван Рубчак перебував на службі в австрійській армії. Наприкінці 1897 року Рубчак повернувся на сцену. Першим виконав в Ужгороді партію Максима («Відьма» Я. Ярославенко). Виступав як камерний співак. З особливим талантом виконував твори М. Лисенка та українські народні пісні. Брав участь у концертах, присвячених Т. Шевченкові, І. Франкові, виступав в оперетах та драматичних спектаклях.
Іван Рубчак стає відомим й іншими ролями: зокрема, козака Кабиці з оперети Миколи Лисенка «Чорноморці», Виборного з «Наталки Полтавки», Кандзюби зі «Сватання на Гончарівці», Жупана з «Циганського барона» Йоганна Штрауса.
До пам'ятних подій у тодішньому житті галицького театру належать і його гастролі по великій Україні: 1902 року — у Кам'янці-Подільському, 1903 року — у Жмеринці (Вінниччина) і Житомирі.
Водночас Рубчак виступав і в драматичному репертуарі: зокрема, ролі Савки («Сто тисяч» Івана Карпенка-Карого), Протасія («Мартин Боруля» того ж автора), Колія («Маруся Богуславка» Михайла Старицького).
Із початком Першої світової війни 1914 року Галичину захопили російські війська. На той час театр перебував у Тернополі. Одного вересневого дня глядачами були кубанські козаки, адже їхній полковник попросив дати виставу — щось із класики. Керівництво театру вирішило: буде «Невольник».
У 1918—19 рр. був організатором «Українського театра» та «Нового Львівського театру». Пізніше виступав до 1939 р. в українських трупах (Галичина, Закарпаття). В 1939—41 актор Українського драматичного театру ім. Л. Українки (Львів), в 1944—52 — Львівського театру ім. М. Заньковецької.

## Оперові й опереткові партії

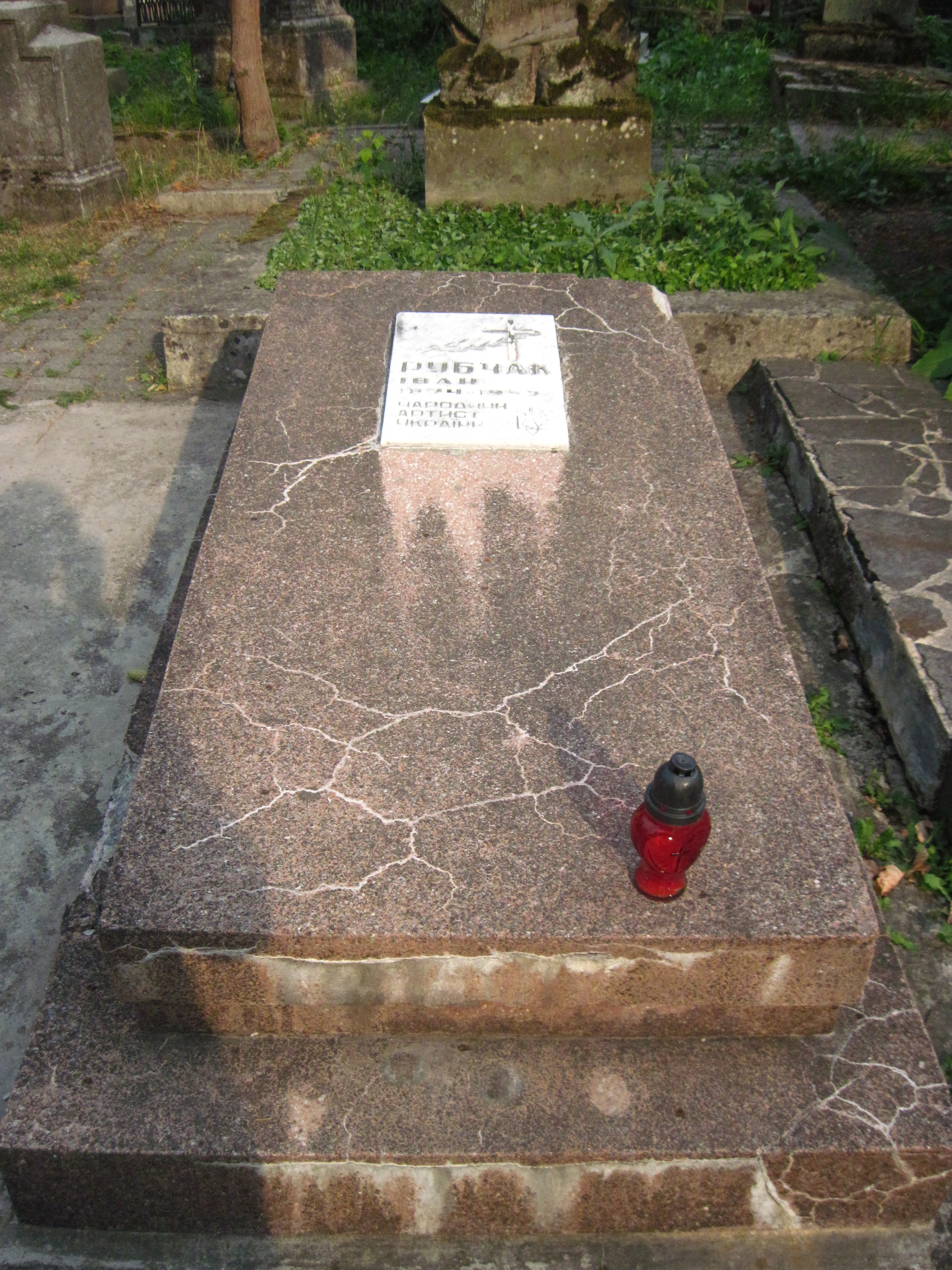
Могила Івана Рубчака

- Карась («Запорожець за Дунаєм» С.Гулака-Артемовського)
- Ґіреї («Роксоляна» Д.Січинського)
- Кардинал де Броні («Жидівка» Ж.Галеві)
- Кецал («Продана наречена» Б.Сметани)
- Зевс («Орфей у пеклі» Ж.Оффенбаха)
- Кальман Жупан («Циганський барон» Й.Штравса) та ін.

Рубчак користався великою популярністю в комічних та характерних ролях:
- Хома («Ой, не ходи, Грицю» М.Старицького)
- Омелько, Терешко, Ліхтаренко («Мартин Боруля», «Суєта», «Хазяїн» І. Карпенка-Карого) та інші.

## Особисте життя
Одружений був на Катерині Рубчакова. У шлюбі народилися  Ярослава, Ольга і Надія.